# KS Arkonia Szczecin
Maillots
Dernière mise à jour : 10 février 2012.
Le KS Arkonia Szczecin est un club polonais de football basé à Szczecin.

## Historique
- 1946 : fondation du club